# 纪达中学
纪达中学，是由馬來西亞華僑拿督黄纪达独资捐建的中學，创办于1984年秋，迄今共捐资一千多万元。学校占地71亩，位于中國廣東省揭陽市揭西縣县城西部，总建筑面积14000多平方米。
学校现有35个教学班，学生2500人，教职工120人。

## 校友網站
- 纪达中學校友網